# Friederike von Bretzenheim

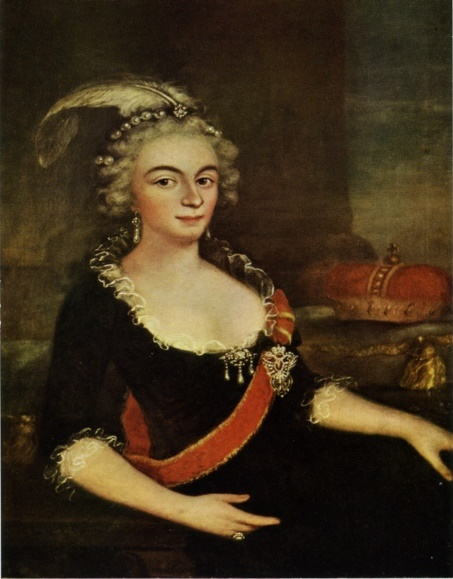
Friederike von Bretzenheim, Fürstäbtissin von Lindau, ca. 1790 als 19-Jährige

Gräfin Friederike Caroline Josephine von Bretzenheim (* 9. Dezember 1771; † 2. März 1816 im Schloss Oberhausen) war eine Gräfin von Bretzenheim und von 1782 bis 1796 Fürstäbtissin des Kanonissenstifts Lindau.

## Leben
Friederike war das jüngste der vier natürlichen Kinder des Kurfürsten Karl Theodor von der Pfalz aus seiner Beziehung mit Maria Josepha Seyffert (1748–1771), eine Schauspielerin und Tänzerin am Mannheimer Theater, die durch den Kurfürsten in den Rang einer „Gräfin von Heydeck“ erhoben wurde. Karl Theodor, der keine legitimen Nachkommen besaß, kümmerte sich sehr liebevoll um seine außerehelich geborenen Kinder. Ihre Zwillingsschwester Eleonore (1771–1832) war seit 1787 Gräfin zu Leiningen; ihr älterer Bruder Karl August (1768–1823) wurde 1801 zum Reichsfürsten von Bretzenheim erhoben.
Nach einem Treppensturz Friederikes mit erheblichen Verletzungen der Wirbelsäule setzte Friederikes Vater seine zehnjährige Tochter als Fürstäbtissin in Lindau ein. Erst sieben Jahre später wurde Friederike durch den Fürstbischof von Konstanz feierlich geweiht. Friederike von Bretzenheim war in der Folgezeit eine tüchtige, quirlige, liebenswürdige, aber auch glanzvolle Fürstäbtissin des Stiftes Lindau mit ungewöhnlicher Ausstrahlung. Eine Ehe mit dem 1790 verwitweten, in Geldnöten befindlichen Fürsten Friedrich III. zu Salm-Kyrburg, die dessen Berater Franz Xaver von Zwackh 1791 vorgeschlagen hatte, stieß bei dem Fürsten auf erheblichen Unwillen und kam nicht zustande.
Als 24-Jährige heiratete Friederike am 25. Januar 1796 Graf Maximilian Friedrich von und zu Westerholt-Gysenberg (1772–1854). Der Vater ihres Ehemanns war am 6. August 1790 von ihrem Vater Kurfürst Karl Theodor als Reichsvikar in den Reichsgrafenstand erhoben worden. Ihr Ehemann Maximilian Friedrich von Westerholt erhielt später als Hofmarschall Joachim Murats  ein angesehenes Hofamt im Großherzogtum Berg und ließ als seinen Wohnsitz das Schloss Oberhausen erbauen. Fünf Tage vor der Hochzeit gab sie ihr Amt als Fürstäbtissin auf. Trotz ihrer Behinderung und der häufigen Abwesenheit ihres Gatten gebar Friederike in ihrer 20-jährigen Ehe acht Kinder (→ Adelsgeschlecht Westerholt). Bei der Totgeburt des letzten Kindes starb sie im Alter von 44 Jahren. Ihr Ehemann starb mit 82 Jahren.
Das Kanonissenstift Lindau wurde nach dem Tod der letzten Äbtissin Maria Anna von Ulm-Langenrhein 1800 weiter verwaltet, ab 1802 durch Friederikes Bruder Reichsfürst Karl August von Bretzenheim. Er löste das Stift auf und tauschte die Besitzungen des Damenstifts mitsamt der Stadt Lindau 1804 mit Österreich gegen die ungarischen Herrschaften Régecz und Sárospatak.
Friederike ist eine der Hauptfiguren des 1922 erschienenen Romans Der liebe Augustin von Horst Wolfram Geißler. Seit 1982 thematisiert ein Brunnen des Künstlers Reinhold Petermann (* 1925) im Lindauer Kapitänsgarten Friederike und Augustin.